# Torneo Clausura 2021 Liga de Fútbol Femenino
El Torneo Clausura 2021 es la VII edición del Torneo de liga de la Primera División Femenil de Panamá, siendo la finalización de la temporada 2021. La Primera División Femenil de Panamá, es la principal liga de fútbol semi-profesional en Panamá y esta regulada por la Liga Panameña de Fútbol a partir de esta temporada.

## Información de equipos
Equipos participantes en el Clausura 2021:
| Nombre               | Sede                      | Estadio                                | Capacidad | Patrocinador                           | Uniforme |
| -------------------- | ------------------------- | -------------------------------------- | --------- | -------------------------------------- | -------- |
| Tauro FC             | Pedregal, Panamá          | Estadio Javier Cruz García             | 700       | Dorival Caliente Stanley               | Patrick  |
| CD Universitario     | Penonomé, Coclé           | Estadio Virgilio Tejeira Andrión       | 900       | Universidad Latina Caliente            | STRIK3R  |
| CAI La Chorrera      | La Chorrera, Panamá Oeste | Estadio Agustín 'Muquita' Sánchez      | 3,000     | Caliente Eco Moda                      | STRIK3R  |
| CD Plaza Amador      | El Chorrillo, Panamá      | Estadio Maracaná de Panamá             | 5,500     | Acerta Seguros More FWLA               | Puma     |
| SD Panamá Oeste      | Panamá Oeste              | Estadio Agustín 'Muquita' Sánchez      | 3,000     | La Alemana Muebleria Jackpot Casino    | Kelme    |
| SD Atlético Nacional | Panamá                    | Estadio Maracaná de Panamá             | 5,500     | Nikos                                  | Linces   |
| Veraguas CD          | Veraguas                  | Complejo Deportivo de Atalaya          | 300       | Esthetics Place Gym SETRAM             | STRIK3R  |
| CD del Este          | Pacora, Panamá            | Estadio Maracaná de Panamá             | 5,500     | Caliente Ron Castillero de los Manitos | Givova   |
| Mario Méndez FC      | Chiriqui                  | Estadio San Cristóbal                  | 2,876     | CUSFEM Hortícola Virsa                 | STRIK3R  |
| Sporting SM          | San Miguelito, Panamá     | Estadio Javier Cruz García             | 700       | Health                                 | Spirits  |
| Atletico Chiriquí    | Chiriqui                  | Estadio San Cristóbal                  | 2,876     | GINZA Caliente                         | FB Sport |
| Alianza FC           | Juan Díaz, Panamá         | Estadio Luis Ernesto 'Cascarita' Tapia | 900       | Caliente                               | Givova   |

### Equipos por provincias
| Provincia    | N.º | Equipos                                                                                      |
| ------------ | --- | -------------------------------------------------------------------------------------------- |
| Panamá       | 6   | Alianza FC Club Deportivo del Este CD Plaza Amador Sporting SM Tauro FC SD Atlético Nacional |
| Panamá Oeste | 2   | CA Independiente SD Panama Oeste                                                             |
| Coclé        | 1   | CD Universitario                                                                             |
| Chiriquí     | 2   | Atlético Chiriquí Mario Mendez FC                                                            |
| Veraguas     | 1   | Veraguas CD                                                                                  |
| Total        | 12  |                                                                                              |

## Fase de clasificación

### Conferencia Este
|    | Equipos                | PJ | PG | PE | PP | GF | GC | Dif. | Pts. |
| -- | ---------------------- | -- | -- | -- | -- | -- | -- | ---- | ---- |
| 1. | Tauro FC               | 5  | 5  | 0  | 0  | 16 | 4  | +12  | 15   |
| 2. | CD Plaza Amador        | 5  | 4  | 0  | 1  | 9  | 3  | +6   | 12   |
| 3. | Atlético Nacional      | 5  | 3  | 0  | 2  | 16 | 3  | +13  | 9    |
| 4. | Sporting San Miguelito | 5  | 2  | 0  | 3  | 7  | 10 | -3   | 6    |
| 5. | Deportivo del Este     | 5  | 1  | 0  | 4  | 6  | 13 | -7   | 3    |
| 6. | Alianza FC             | 5  | 0  | 0  | 5  | 0  | 21 | -21  | 0    |

### Conferencia Oeste
|    | Equipos           | PJ | PG | PE | PP | GF | GC | Dif. | Pts. |
| -- | ----------------- | -- | -- | -- | -- | -- | -- | ---- | ---- |
| 1. | Atlético Chiriquí | 5  | 5  | 0  | 0  | 13 | 1  | +12  | 15   |
| 2. | CD Universitario  | 5  | 4  | 0  | 1  | 12 | 6  | +6   | 12   |
| 3. | CA Independiente  | 5  | 2  | 0  | 3  | 5  | 6  | -1   | 6    |
| 4. | SD Panama Oeste   | 5  | 1  | 2  | 2  | 5  | 10 | -5   | 5    |
| 5. | Mario Méndez FC   | 4  | 1  | 1  | 3  | 2  | 7  | -5   | 4    |
| 6. | Veraguas CD       | 5  | 0  | 1  | 4  | 3  | 10 | -7   | 1    |

## Torneo regular

### Jornada 1
Conferencia Este
| Fecha            | Hora  | Equipo local    | Resultado | Equipo visitante  | Estadio     |
| ---------------- | ----- | --------------- | --------- | ----------------- | ----------- |
| 30 de septiembre | 19:00 | Tauro FC        | 5:0       | Álianza FC        | Javier Cruz |
| 30 de septiembre | 18:00 | CD Plaza Amador | 1:0       | Atlético Nacional | Maracaná    |
| 30 de septiembre | 15:00 | Sporting SM     | 1:0       | CD del Este       | Javier Cruz |

 Conferencia Oeste
| Fecha            | Hora  | Equipo local      | Resultado | Equipo visitante | Estadio                 |
| ---------------- | ----- | ----------------- | --------- | ---------------- | ----------------------- |
| 30 de septiembre | 15:00 | Veraguas CD       | 1:3       | CD Universitario | Atalaya                 |
| 30 de septiembre | 19:00 | SD Panama Oeste   | 1:0       | CA Independiente | Agustín Muquita Sánchez |
| 30 de septiembre | 19:00 | Atlético Chiriquí | 1:0       | Mario Méndez FC  | San Cristóbal           |

### Jornada 2
Conferencia Este
| Fecha        | Hora  | Equipo local      | Resultado | Equipo visitante | Estadio     |
| ------------ | ----- | ----------------- | --------- | ---------------- | ----------- |
| 6 de octubre | 19:00 | Tauro FC          | 4:1       | CD del Este      | Javier Cruz |
| 7 de octubre | 15:00 | Atlético Nacional | 4:0       | Alianza FC       | Maracaná    |
| 7 de octubre | 18:00 | CD Plaza Amador   | 2:0       | Sporting SM      | Maracaná    |

 Conferencia Oeste
| Fecha        | Hora  | Equipo local     | Resultado | Equipo visitante  | Estadio                 |
| ------------ | ----- | ---------------- | --------- | ----------------- | ----------------------- |
| 7 de octubre | 15:00 | Veraguas CD      | 0:2       | Atlético Chiriquí | Atalaya                 |
| 7 de octubre | 15:00 | SD Panama Oeste  | 1:2       | CD Universitario  | Agustín Muquita Sánchez |
| 7 de octubre | 18:00 | CA Independiente | 1:0       | Mario Méndez FC   | Agustín Muquita Sánchez |

### Jornada 3
Conferencia Este
| Fecha         | Hora  | Equipo local | Resultado | Equipo visitante  | Estadio         |
| ------------- | ----- | ------------ | --------- | ----------------- | --------------- |
| 12 de octubre | 16:00 | Alianza FC   | 0:4       | CD Plaza Amador   | Cascarita Tapia |
| 12 de octubre | 19:00 | Sporting SM  | 2:3       | Tauro FC          | Javier Cruz     |
| 14 de octubre | 19:00 | CD del Este  | 1:7       | Atletico Nacional | Maracaná        |

 Conferencia Oeste
| Fecha         | Hora  | Equipo local      | Resultado | Equipo visitante | Estadio                 |
| ------------- | ----- | ----------------- | --------- | ---------------- | ----------------------- |
| 14 de octubre | 15:00 | Mario Mendez FC   | 0:4       | CD Universitario | San Cristóbal           |
| 14 de octubre | 19:00 | Atletico Chiriqui | 2:1       | CA Idependiente  | San Cristóbal           |
| 14 de octubre | 19:00 | SD Panama Oeste   | 2:2       | Veraguas CD      | Agustín Muquita Sánchez |

### Jornada 4
Conferencia Este
| Fecha         | Hora  | Equipo local      | Resultado | Equipo visitante | Estadio         |
| ------------- | ----- | ----------------- | --------- | ---------------- | --------------- |
| 17 de octubre | 17:00 | Tauro FC          | 3:1       | CD Plaza Amador  | Javier Cruz     |
| 19 de octubre | 16:00 | CD del Este       | 4:0       | Alianza FC       | Cascarita Tapia |
| 20 de octubre | 19:00 | Atlético Nacional | 5:0       | Sporting SM      | Maracaná        |

 Conferencia Oeste
| Fecha         | Hora  | Equipo local     | Resultado | Equipo visitante  | Estadio                 |
| ------------- | ----- | ---------------- | --------- | ----------------- | ----------------------- |
| 19 de octubre | 19:00 | CA Independiente | 2:0       | Veraguas CD       | Agustín Muquita Sánchez |
| 19 de octubre | 15:00 | CD Universitario | 0:3       | Atlético Chiriquí | Virgilio Tejeira        |
| 19 de octubre | 19:00 | Mario Méndez FC  | 1:1       | SD Panama Oeste   | San Cristóbal           |

### Jornada 5
Conferencia Este
| Fecha         | Hora  | Equipo local      | Resultado | Equipo visitante | Estadio         |
| ------------- | ----- | ----------------- | --------- | ---------------- | --------------- |
| 28 de octubre | 19:00 | Alianza FC        | 0:4       | Sporting SM      | Javier Cruz     |
| 28 de octubre | 19:00 | CD del Este       | 0:1       | CD Plaza Amador  | Cascarita Tapia |
| 28 de octubre | 19:00 | Atlético Nacional | 0:1       | Tauro FC         | Maracaná        |

 Conferencia Oeste
| Fecha         | Hora  | Equipo local      | Resultado | Equipo visitante | Estadio          |
| ------------- | ----- | ----------------- | --------- | ---------------- | ---------------- |
| 28 de octubre | 15:00 | Mario Mendez FC   | 1:0       | Veraguas CD      | San Cristóbal    |
| 28 de octubre | 15:00 | CD Universitario  | 3:1       | CA Independiente | Virgilio Tejeira |
| 28 de octubre | 19:00 | Atletico Chiriqui | 5:0       | SD Panama Oeste  | San Cristóbal    |

## Fase Final
|  | Cuartos de final                                               | Cuartos de final                                               | Cuartos de final                                               | Cuartos de final                                               | Cuartos de final                                               |   |      | Semifinales                                                        | Semifinales                                                        | Semifinales                                                        | Semifinales                                                        | Semifinales                                                        |  |      | Final                  | Final                  | Final                  |  |
|  | 11 de noviembre de 2021 (ida) 17 de noviembre de 2021 (vuelta) | 11 de noviembre de 2021 (ida) 17 de noviembre de 2021 (vuelta) | 11 de noviembre de 2021 (ida) 17 de noviembre de 2021 (vuelta) | 11 de noviembre de 2021 (ida) 17 de noviembre de 2021 (vuelta) | 11 de noviembre de 2021 (ida) 17 de noviembre de 2021 (vuelta) |   |      | 25 de noviembre de 2021 (ida) 1 al 2 de diciembre de 2021 (vuelta) | 25 de noviembre de 2021 (ida) 1 al 2 de diciembre de 2021 (vuelta) | 25 de noviembre de 2021 (ida) 1 al 2 de diciembre de 2021 (vuelta) | 25 de noviembre de 2021 (ida) 1 al 2 de diciembre de 2021 (vuelta) | 25 de noviembre de 2021 (ida) 1 al 2 de diciembre de 2021 (vuelta) |  |      | 9 de diciembre de 2021 | 9 de diciembre de 2021 | 9 de diciembre de 2021 |  |
|  |                                                                |                                                                |                                                                |                                                                |                                                                |   |      |                                                                    |                                                                    |                                                                    |                                                                    |                                                                    |  |      |                        |                        |                        |  |
|  |                                                                |                                                                |                                                                |                                                                |                                                                |   |      |                                                                    |                                                                    |                                                                    |                                                                    |                                                                    |  |      |                        |                        |                        |  |
|  | 1°CE                                                           | Tauro FC                                                       | 2                                                              | 4                                                              | 6                                                              |   |      |                                                                    |                                                                    |                                                                    |                                                                    |                                                                    |  |      |                        |                        |                        |  |
|  | 1°CE                                                           | Tauro FC                                                       | 2                                                              | 4                                                              | 6                                                              |   |      |                                                                    |                                                                    |                                                                    |                                                                    |                                                                    |  |      |                        |                        |                        |  |
|  | 4°CE                                                           | Sporting SM                                                    | 1                                                              | 0                                                              | 1                                                              |   |      |                                                                    |                                                                    |                                                                    |                                                                    |                                                                    |  |      |                        |                        |                        |  |
|  | 4°CE                                                           | Sporting SM                                                    | 1                                                              | 0                                                              | 1                                                              |   | 1°CE | Tauro FC                                                           | 3                                                                  | 3                                                                  | 6                                                                  |                                                                    |  |      |                        |                        |                        |  |
|  |                                                                |                                                                |                                                                |                                                                |                                                                |   | 1°CE | Tauro FC                                                           | 3                                                                  | 3                                                                  | 6                                                                  |                                                                    |  |      |                        |                        |                        |  |
|  |                                                                |                                                                | 2°CO                                                           | CD Universitario                                               | 0                                                              | 1 | 1    |                                                                    |                                                                    |                                                                    |                                                                    |                                                                    |  |      |                        |                        |                        |  |
|  | 2°CO                                                           | CD Universitario                                               | 2°CO                                                           | CD Universitario                                               | 0                                                              | 1 | 1    | 1                                                                  | 2                                                                  | 3                                                                  |                                                                    |                                                                    |  |      |                        |                        |                        |  |
|  | 2°CO                                                           | CD Universitario                                               |                                                                |                                                                |                                                                |   |      |                                                                    |                                                                    | 3                                                                  |                                                                    |                                                                    |  |      |                        |                        |                        |  |
|  | 3°CO                                                           | CA Independiente                                               | 1                                                              | 1                                                              | 2                                                              |   |      |                                                                    |                                                                    |                                                                    |                                                                    |                                                                    |  |      |                        |                        |                        |  |
|  | 3°CO                                                           | CA Independiente                                               | 1                                                              | 1                                                              | 2                                                              |   |      |                                                                    |                                                                    |                                                                    |                                                                    |                                                                    |  | 1°CE | Tauro FC               | 2                      |                        |  |
|  |                                                                |                                                                |                                                                |                                                                |                                                                |   |      |                                                                    |                                                                    |                                                                    |                                                                    |                                                                    |  | 1°CE | Tauro FC               | 2                      |                        |  |
|  |                                                                |                                                                | 2°CE                                                           | CD Plaza Amador                                                | 1                                                              |   |      |                                                                    |                                                                    |                                                                    |                                                                    |                                                                    |  |      |                        |                        |                        |  |
|  | 1°CO                                                           | Atlético Chiriquí                                              | 2°CE                                                           | CD Plaza Amador                                                | 1                                                              | 2 | 5    | 7                                                                  |                                                                    |                                                                    |                                                                    |                                                                    |  |      |                        |                        |                        |  |
|  | 1°CO                                                           | Atlético Chiriquí                                              |                                                                |                                                                |                                                                |   |      |                                                                    |                                                                    |                                                                    |                                                                    |                                                                    |  |      |                        |                        |                        |  |
|  | 4°CO                                                           | SD Panamá Oeste                                                | 1                                                              | 0                                                              | 1                                                              |   |      |                                                                    |                                                                    |                                                                    |                                                                    |                                                                    |  |      |                        |                        |                        |  |
|  | 4°CO                                                           | SD Panamá Oeste                                                | 1                                                              | 0                                                              | 1                                                              |   | 1°CO | Atlético Chiriquí                                                  | 0                                                                  | 0                                                                  | 0                                                                  |                                                                    |  |      |                        |                        |                        |  |
|  |                                                                |                                                                |                                                                |                                                                |                                                                |   | 1°CO | Atlético Chiriquí                                                  | 0                                                                  | 0                                                                  | 0                                                                  |                                                                    |  |      |                        |                        |                        |  |
|  |                                                                |                                                                | 2°CE                                                           | CD Plaza Amador                                                | 1                                                              | 1 | 2    |                                                                    |                                                                    |                                                                    |                                                                    |                                                                    |  |      |                        |                        |                        |  |
|  | 2°CE                                                           | CD Plaza Amador                                                | 2°CE                                                           | CD Plaza Amador                                                | 1                                                              | 1 | 2    | 0                                                                  | 2                                                                  | 2                                                                  |                                                                    |                                                                    |  |      |                        |                        |                        |  |
|  | 2°CE                                                           | CD Plaza Amador                                                |                                                                |                                                                |                                                                |   |      |                                                                    |                                                                    | 2                                                                  |                                                                    |                                                                    |  |      |                        |                        |                        |  |
|  | 3°CE                                                           | SD Atlético Nacional                                           | 0                                                              | 0                                                              | 0                                                              |   |      |                                                                    |                                                                    |                                                                    |                                                                    |                                                                    |  |      |                        |                        |                        |  |
|  | 3°CE                                                           | SD Atlético Nacional                                           | 0                                                              | 0                                                              | 0                                                              |   |      |                                                                    |                                                                    |                                                                    |                                                                    |                                                                    |  |      |                        |                        |                        |  |
|  |                                                                |                                                                |                                                                |                                                                |                                                                |   |      |                                                                    |                                                                    |                                                                    |                                                                    |                                                                    |  |      |                        |                        |                        |  |

### Cuartos de final

#### Tauro FC - Sporting SM
| Ida; 11 de Noviembre de 2021, 19:00 | Sporting SM    | 1:2 | Tauro FC                               | Estadio Javier Cruz, Panamá |  |
|                                     | Sara Pinto 12' |     | Deysiré Salazar 20' · Lady Andrade 24' |                             |  |

| Vuelta; 17 de noviembre de 2021 19:00 | Tauro FC                                                                               | 4:0 | Sporting SM | Estadio Luis Ernesto Cascarita Tapia, Panamá |  |
|                                       | Shayaris Camarena 18' · Kelly Quiceno 45' · Katherine Castillo 51' · Anuvis Angulo 87' |     |             |                                              |  |

#### Atlético Chiriquí - SD Panamá Oeste
| Ida; 11 de noviembre de 2021, 19:00 | SD Panamá Oeste    | 1:2 | Atlético Chiriquí                   | Estadio Agustín Muquita Sánchez, La Chorrera |  |
|                                     | Isidra Vanegas 54' |     | Elka Mojica 43' · Yasli Atencio 89' |                                              |  |

| Vuelta; 17 de noviembre de 2021 19:00 | Atlético Chiriquí                                                         | 5:0 | SD Panamá Oeste | Estadio San Cristóbal, David |  |
|                                       | Schiandra González 7' · Ericka Araúz 13' 28' 50' · Mickeylis Gutiérrez 7' |     |                 |                              |  |

#### CD Plaza Amador - SD Atlético Nacional
| Ida; 11 de Noviembre de 2021, 19:00 | SD Atlético Nacional | 0:0 | CD Plaza Amador | Estadio Maracaná, Panamá |  |

| Vuelta; 17 de noviembre de 2021 19:00 | CD Plaza Amador                               | 2:0 (t. s.) | SD Atlético Nacional | Estadio Maracaná, Panamá |  |
|                                       | Katherine Calderón 100' · Susy Cassinova 107' |             |                      |                          |  |

#### CD Universitario - CA Independiente
| Ida; 11 de Noviembre de 2021, 16:00 | CA Independiente | 1:1 | CD Universitario        | Estadio Agustín Muquita Sánchez, La Chorrera |  |
|                                     | Yirsi Salas 68'  |     | Johana Cuenu 41' (pen.) |                                              |  |

| Vuelta; 17 de noviembre de 2021 15:00 | CD Universitario                                 | 2:1 (t. s.) | CA Independiente   | Estadio Virgilio Tejeira, Penonomé |  |
|                                       | Ana Zamorano 60' · Carmen Montenegro 104' (pen.) |             | Nohelis Warren 75' |                                    |  |

### Semifinales

#### Tauro FC - CD Universitario
| Ida; 25 de Noviembre de 2021, 15:00 | CD Universitario | 0:3 | Tauro FC                                                        | Estadio Virgilio Tejeira, Penonomé |  |
|                                     |                  |     | Laurie Batista 29' · Katherine Castillo 60' · María Córdoba 87' |                                    |  |

| Vuelta; 2 de diciembre de 2021 19:00 | Tauro FC                                       | 3:1 | CD Universitario      | Estadio Luis Ernesto Cascarita Tapia, Panamá |  |
|                                      | María Córdoba 19' · Katherine Castillo 47' 59' |     | Carmen Montenegro 15' |                                              |  |

#### Atlético Chiriquí - CD Plaza Amador
| Ida; 25 de Noviembre de 2021, 19:00 | Atlético Chiriquí | 0:1 | CD Plaza Amador      | Estadio San Cristóbal, David |  |
|                                     |                   |     | Nicole De Obaldía 4' |                              |  |

| Vuelta; 1 de diciembre de 2021 19:00 | CD Plaza Amador    | 1:0 | Atlético Chiriquí | Estadio Maracaná, Panamá |  |
|                                      | Susy Cassinova 13' |     |                   |                          |  |

### Final

#### Tauro FC - CD Plaza Amador
| Final; 9 de diciembre de 2021, 19:00 | Tauro FC               | 2:1 (t. s.) | CD Plaza Amador           | Estadio Rommel Fernández, Ciudad de Panamá |  |
|                                      | María Córdoba 65' 100' |             | Susy Cassinova 79' (pen.) |                                            |  |

|                             |
|                             |
| Tauro FC Campeón 2.° título |

## Estadísticas

### Máximas goleadoras
Lista con los máximas goleadoras de la competencia.
| 1.º                                          | Ericka Arauz        | Atlético Chiriquí    | 8 |
| 1.º                                          | Susy Cassinova      | CD Plaza Amador      | 8 |
| 2.º                                          | Katherine Castillo  | Tauro FC             | 6 |
| 3.º                                          | María Córdoba       | Tauro FC             | 5 |
| 3.º                                          | Kelly Quiceno       | Tauro FC             | 5 |
| 3.º                                          | Johana Cuenu        | CD Universitario     | 5 |
| 4.º                                          | Laurie Batista      | Tauro FC             | 4 |
| 4.º                                          | Schiandra González  | Atlético Chiriquí    | 4 |
| 4.º                                          | Keytili Rosas       | SD Atlético Nacional | 4 |
| 4.º                                          | Gloria Saenz        | SD Atlético Nacional | 4 |
| 5.º                                          | Katherine Calderon  | CD Plaza Amador      | 3 |
| 5.º                                          | Anuvis Angulo       | Tauro FC             | 3 |
| 5.º                                          | Carmen Montenegro   | CD Universitario     | 3 |
| 5.º                                          | Dolaris Lorenzo     | CD Universitario     | 3 |
| 5.º                                          | Ana Rodríguez       | SD Atlético Nacional | 3 |
| 6.º                                          | Mickeylis Gutiérrez | Atlético Chiriquí    | 2 |
| 6.º                                          | Yasli Atencio       | Atlético Chiriquí    | 2 |
| 6.º                                          | Isidra Vanegas      | SD Panama Oeste      | 2 |
| 6.º                                          | Sara Pinto          | Sporting SM          | 2 |
| 6.º                                          | Ivis Ubarte         | CD Universitario     | 2 |
| 6.º                                          | Yohalis Urriola     | C. D. del Este       | 2 |
| 6.º                                          | Mireilis Rojas      | SD Panama Oeste      | 2 |
| 6.º                                          | Ivonne Fernández    | Tauro FC             | 2 |
| 7.º                                          | Nicole De Obaldia   | CD Plaza Amador      | 1 |
| 7.º                                          | Shayaris Camarena   | Tauro FC             | 1 |
| 7.º                                          | Nohelis Warren      | CA Independiente     | 1 |
| 7.º                                          | Ana Zamorano        | CD Universitario     | 1 |
| 7.º                                          | Elka Mojica         | Atlético Chiriquí    | 1 |
| 7.º                                          | Lady Andrade        | Tauro FC             | 1 |
| 7.º                                          | Deysire Salazar     | Tauro FC             | 1 |
| 7.º                                          | Yirsi Salas         | CA Independiente     | 1 |
| 7.º                                          | Ninelys Castrellon  | Atlético Chiriquí    | 1 |
| 7.º                                          | Katherine González  | Atlético Chiriquí    | 1 |
| 7.º                                          | Vivían Camarena     | Sporting SM          | 1 |
| 7.º                                          | Kayra Perez         | Sporting SM          | 1 |
| 7.º                                          | María Martínez      | Sporting SM          | 1 |
| 7.º                                          | Aljaseera Rojas     | Mario Mendez FC      | 1 |
| 7.º                                          | Solemar Ortiz       | SD Atlético Nacional | 1 |
| 7.º                                          | Melissa Miranda     | Mario Mendez FC      | 1 |
| 7.º                                          | Mauris Concepción   | SD Panama Oeste      | 1 |
| 7.º                                          | Carla Castro        | CA Independiente     | 1 |
| 7.º                                          | Yaribeth Rodríguez  | CA Independiente     | 1 |
| 7.º                                          | Carla Marshall      | C. D. del Este       | 1 |
| 7.º                                          | Katherine Garrido   | C. D. del Este       | 1 |
| 7.º                                          | Yariani Graham      | CD Plaza Amador      | 1 |
| 7.º                                          | Hilary Jaen         | Tauro FC             | 1 |
| 7.º                                          | Daniela Hincapie    | CA Independiente     | 1 |
| 7.º                                          | Karla Archibold     | Veraguas CD          | 1 |
| 7.º                                          | Nedelka Catuy       | SD Panama Oeste      | 1 |
| 7.º                                          | Kimberly Chang      | Veraguas CD          | 1 |
| 7.º                                          | Karen Cavarraria    | SD Atlético Nacional | 1 |
| 7.º                                          | Lizeth Ramos        | SD Atlético Nacional | 1 |
| 7.º                                          | Meredieth Rosas     | Sporting SM          | 1 |
| 7.º                                          | Yatmilia Gonzalez   | Sporting SM          | 1 |
| 7.º                                          | Jenifer Bizcaino    | CA Independiente     | 1 |
| 7.º                                          | Karla Carrera       | SD Atlético Nacional | 1 |
| 7.º                                          | Elibeth Vazquez     | SD Atlético Nacional | 1 |
| 7.º                                          | Annett Pérez        | CD Universitario     | 1 |
| 7.º                                          | Laritza Pinilio     | C. D. del Este       | 1 |
| 7.º                                          | Grace Guerra        | Atlético Chiriquí    | 1 |
| 7.º                                          | Ana Quintero        | CD Plaza Amador      | 1 |
| 7.º                                          | Yerenis De León     | Tauro FC             | 1 |
| 7.º                                          | Josuany Campos      | Sporting SM          | 1 |
| 7.º                                          | María Molina        | Veraguas CD          | 1 |
| Última actualización: 9 de diciembre de 2021 |                     |                      |   |

| Predecesor: Apertura 2021 | Liga de Fútbol Femenino Clausura 2021 | Sucesor: Edición 2022 |

- Datos: Q108818820